# Flughafen Faya-Largeau

i7
i11
i13
Der Flughafen Faya-Largeau (arabisch مطار فايا لارجو französisch Aérodrome de Faya-Largeau, IATA-Code: FYT, ICAO-Code: FTTY) ist der Flughafen der Stadt Faya-Largeau in der Provinz Borkou, Tschad.
Ab 2013 waren drei französische Dassault Rafale stationiert, um den tschadischen Luftraum zu schützen.

## Einrichtungen

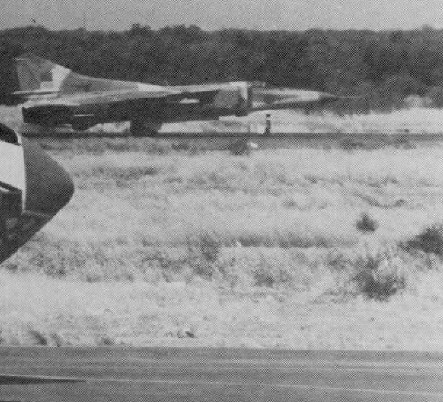
Eine MiG-23MS der Streitkräfte Libyens mit leeren Raketenschienen rollt Mitte der 1980er Jahre über die Landebahn des Stützpunkts Faya-Largeau. Im Vordergrund links erscheint die Radarkuppel einer Il-76MD. Faya-Largeau war bis zum Bau von Ouadi Doum der wichtigste libysche Stützpunkt im Norden des Tschad.

Der Flughafen liegt auf einer Höhe von 235 m. Er verfügt über eine Start- und Landebahn mit der Ausrichtung 06/24 und einer Asphaltoberfläche von 2800 × 45 m.

## Zwischenfälle
- Am 16. Februar 1976 kam es mit einer Douglas DC-3/C-47A-65-DL der Luftstreitkräfte des Tschad (Force Aérienne Tchadienne) (Luftfahrzeugkennzeichen TT-LAG) bei einem Unfall auf dem Flughafen Faya-Largeau zu einem Totalschaden. Über Personenschäden liegen keine Informationen vor.[2]